# Alfred Nervø
Alfred Christian Nervø, född 10 oktober 1879 i Köpenhamn, död 11 augusti 1921 på samma ort, var en dansk flygpionjär, journalist och författare. Han var från 1905 medarbetare i Politiken, lärde sig flyga 1909 och företog den 3 juni 1910 den första flygningen över Köpenhamn. Han var även en av bilsportens föregångsmän i Danmark. Hans memoarer, Ti aar bag rattet, utkom 1917–1918.

## Flygarmeriter
Tillsammans med Gustav M Salomonsen och Robert Svendsen besökte han den internationella flygveckan 22-29 augusti 1909 i Reims. Salomonsen blev intresserad av att köpa ett Blériot XI, men eftersom de inte fick ett bra mottagande av Louis Blériot vände man sig till bröderna Voisin. Från dem köpte Salomonsen ett Voisin-biplan, som han döpte till Diana, med aviatörutbildning för 20 000 franc. Nervø fick sin utbildning på flygskolan i Mourmelon-le-Petit. I slutet av september var flygplanet färdigt och Nervø inledde sin flygträning vid flygfältet Issy-les-Moulineaux utanför Paris. Under oktober deltog han i flygveckan i Frankfurt, där han vann 3 000 mark i en tävling om vem som kunde flyga långsammast. 
I maj 1910 levererades ett nytt Voisin-biplan till Nervø som döptes till Wampa. Efter leveransen tränade han flitigt för att klara uppflygningen för ett danskt aviatördiplom. Efter att han klarat sina prov tilldelades han den 2 juni 1910 danskt aviatördiplom nr 3. Redan dagen efter tog han hem ett pris på 500 kr uppsatt av Nordisk Film, genom att flyga från Langelinie in över Köpenhamn och runda Rådhustornet på 200 meters höjd.

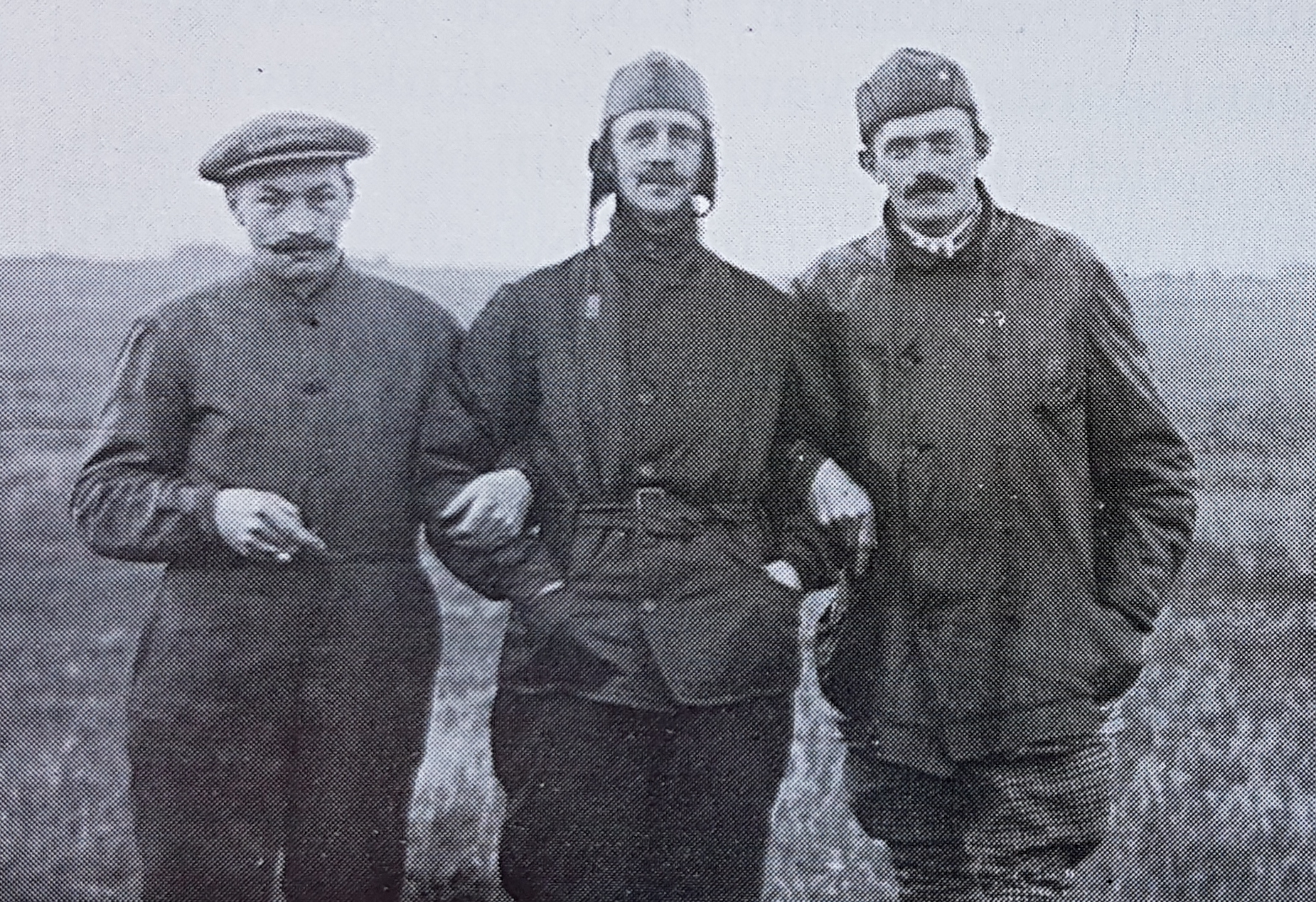
Robert Svendsen, Carl Cederström och Alfred Nervø inför flygtävlingen över Öresund.

Den 26 juni 1910 kom Carl Cederström till Köpenhamn för att tillsammans med Svendsen och Nexø delta i en tävling om vem som först flög över Öresund. De tävlande, som var beroende av bra väder för flygningen, spionerade och lurpassade på varandra. Den 17 juli 1910 flög Svendsen från Amager till Limhamn och vann därmed tävlingen. 